# V347 Большой Медведицы
V347 Большой Медведицы (лат. V347 Ursae Majoris) — одиночная переменная звезда в созвездии Большой Медведицы на расстоянии приблизительно 779 световых лет (около 239 парсеков) от Солнца. Видимая звёздная величина звезды — от +11,24m до +11m.

## Характеристики
V347 Большой Медведицы — жёлтый гигант, вращающаяся переменная звезда типа BY Дракона (BY:) спектрального класса G7III.